# Fritz Wunderlich
Friedrich "Fritz" Karl Otto Wunderlich (26 de Setembro de 1930 - 17 de Setembro de 1966) foi um tenor alemão, nascido em Kusel. Sua mãe foi uma violinista e seu pai foi o diretor de coral. 

## Vida
Sua família viveu com dificuldades, principalmente depois que o pai de Fritz cometeu suicídio quando Fritz tinha cinco anos de idade. Quando era jovem, Wunderlich trabalhou em uma panificadora. Graças a insistência de vizinhos e conhecidos que o ouviram cantar, Wunderlich decidiu começar a estudar música. Ele conseguiu uma bolsa de estudos para estudar na Faculdade de Música de Freiburgo, onde ele estudou trompa francesa e canto. Wunderlich foi notado desde cedo como um brilhante tenor, especialmente em papéis de Mozart, mas posteriormente, expandido seu repertório para tenor lírico. A carreira de Wunderlich se centrou em teatros alemães, com performances em alemão. Ele fez muitas gravações operísticas cantando em alemão, como por exemplo Rigoletto e Don Carlo de Giuseppe Verdi. Wunderlich conseguiu grandes distinções no repertório alemão, em especial em Die Zauberflöte de Mozart. Muitas vezes cantou ao lado do barítono Dietrich Fischer-Dieskau. A voz limpa cristalina e inteligente de Wunderlich, fez suas interpretações serem expressivas em ciclos de Schubert e Schumann.
A carreira promissora de Wunderlich foi interrompida por um acidente: ele caiu de uma escada na casa de um amigo e morreu na Clínica  da Universidade de Heidelberg, apenas alguns dias antes de completar seu trigésimo sexto aniversário. Ele está enterrado no Cemitério Waldfriedhof. Quando morreu, ele estava gravando The Creation de Haydn com a Filarmônica de Berlim e Wiener Singverein sob a batuta de Herbert von Karajan, com Christa Ludwing, Gundula Janowitz, Walter Berry e Fischer-Dieskau.

## Discografia
A discografia de Wunderlich inclui centenas de obras de ópera, opereta, oratório, canção e música leve.
Os lançamentos recentes são:
- Fritz Wunderlich – Great Singers Live. CD, BR-KLASSIK 2016.
- Fritz Wunderlich – The 50 Greatest Tracks. 2 CD, Deutsche Grammophon 2016.
- Fritz Wunderlich – Complete Studio Recordings on Deutsche Grammophon. 32 CD, livreto de 120 páginas, Begleitheft, Deutsche Grammophon 2016.
- Der unvergessene Fritz Wunderlich. Deluxe-Edition zum 80. Geburtstag, 6 CD, 1 Single, livro de acompanhamento de 120 página, Deutsche Grammophon 2010.
- Fritz Wunderlich – Live on Stage. CD, Deutsche Grammophon 2010.
- Fritz Wunderlich – Das Beste. 2 CD, RCA 2010.
- Fritz Wunderlich – A Poet among Tenors. 6 CD, EMI 2010.
- Fritz Wunderlich singt Mozart. CD, Deutsche Grammophon 2010.
- Fritz Wunderlich – Eine Stimme, eine Legende. 10 CD, Membran 2010.
- Fritz Wunderlich – Und es blitzten die Sterne. CD, Deutsche Grammophon 2009.
- Fritz Wunderlich – Sacred Arias. CD, Deutsche Grammophon 2007.
- Eine Weihnachtsmusik com Fritz Wunderlich, Hermann Prey, Will Quadflieg. CD, Polydor (Universal) 2007.
- Fritz Wunderlich – Die Frühen Jahre 1956-58. CD, Sony BMG 2007.
- Wunderlich populär. CD, Polydor 2007.
- Fritz Wunderlich – Leben und Legende. DVD para o 40º aniversário da morte, Univ.Music / DG 2006.
- Wunderlich privat. CD, Deutsche Grammophon 2006.
- Wunderlich In Wien (Orquestra da Volksoper de Viena, maestro: Robert Stolz). CD, Polydor 2005.
- The Magic of Wunderlich. 2 CD e  DVD, Deutsche Grammophon 2005.
- The Art of Fritz Wunderlich. 7 CD, Deutsche Grammophon 2005.
- Der letzte Liederabend. CD, Deutsche Grammophon 2003.

- Händel: Alcina, com Fritz Wunderlich (Ruggiero), Joan Sutherland (Alcina); Kölner Rundfunkchor, Cappella Coloniensis, conduzido por  Ferdinand Leitner. Gravação ao vivo por WDR em 15 de maio de 1959. Deutsche Grammophon 2008
- Haydn: Die Jahreszeiten, com Fritz Wunderlich, Kieth Engen, Agnes Giebel; Südfunkchor, Radio-Sinfonieorchester Stuttgart, conduzido por Hans Müller-Kray, 2 CD, Andromeda 2010
- Haydn: Die Schöpfung, com Gundula Janowitz, Fritz Wunderlich & Werner Krenn, Walter Berry, Dietrich Fischer-Dieskau, Christa Ludwig; Filarmônica de Berlim, regente Herbert von Karajan, 2 CD, DGG 1966, 1968, 1969
- Mahler: Das Lied von der Erde, com Christa Ludwig, Fritz Wunderlich; Philharmonia & New Philharmonia Orchestra, conduzido por Otto Klemperer, CD, EMI 2010
- Mozart: Die Entführung aus dem Serail, Gesamtaufnahme aus dem Jahre 1966 com Erika Köth, Lotte Schädle, Fritz Wunderlich, Friedrich Lenz, Kurt Böhme; Chor und Orchester der Bayerischen Staatsoper München, conduzido por Eugen Jochum, 2 CD, DGG
- Mozart: Don Giovanni, Premierenmitschnitt (Köln 1960). 3 CD, com Fritz Wunderlich, Hermann Prey, Elisabeth Grümmer, Edith Mathis, Hildegard Hillebrecht, Franz Crass, Georg Stern, Hans-Georg Knoblich; Gürzenich-Orchester Kölner Philharmoniker, conduzido por Wolfgang Sawallisch. Deutsche Grammophon 2009
- Mozart: Die Zauberflöte, Gesamtaufnahme aus dem Jahre 1964 com Franz Crass, Roberta Peters, Evelyn Lear, Fritz Wunderlich, Dietrich Fischer-Dieskau, Lisa Otto, Friedrich Lenz u. a.; RIAS-Kammerchor, Berliner Philharmoniker, conduzido por Karl Böhm, 3 CD (+ Der Schauspieldirektor), DGG
- Mozart: Zaide, Gesamtaufnahme aus dem Jahre 1956 com Maria Stader, Fritz Wunderlich, Petre Munteanu; RSO Stuttgart, conduzido por Alfons Rischner, OPERA D’ORO 2007
- Orff: Ödipus der Tyrann, com Fritz Wunderlich, Gerhard Stolze, Willi Domgraf-Fassbaender, Hans Baur, Astrid Varnay, Hubert Buchta; Chor der Württembergischen Staatsoper, Filarmônica de Viena, regente Ferdinand Leitner, 2 CD, Myto 2010
- Schmidt: Das Buch com sieben Siegeln, com Fritz Wunderlich, Hilde Güden, Ira Malaniuk, Anton Dermota, Walter Berry; Wiener Singverein, Filarmônica de Viena, regente, Dimitri Mitropoulos, 2 CD, Andromeda u. Sony  2010
- Schubert: Die schöne Müllerin, Fritz Wunderlich, Hubert Giesen, CD, DGG 1966 (+ Die Forelle, Frühlingsglaube, Heidenröslein)
- Schubert: Die schöne Müllerin, Fritz Wunderlich, Kurt Heinz Stolze; CD, Andromeda 2010
- Schumann: Dichterliebe – Beethoven: Zärtliche Liebe, Adelaide, Resignation, Der Kuss – Schubert: 9 Lieder – Fritz Wunderlich, Hubert Giesen – CD, Deutsche Grammophon 1966
- Strawinsky: Perséphone, Fritz Wunderlich e a atriz Doris Schade no melodrama lírico raramente executado de Stravinsky - Gravação ao vivo de um concerto Hessischer Rundfunk de 1960, Apresentando: Fritz Wunderlich, Doris Schade; Orquestra Sinfônica da Rádio Hessiana, Coro da Rádio da Alemanha do Sul, Coro Infantil de Schwanheim, Coro da Rádio Hessiana, regente Dean Dixon (audite, CD, 2011)[1]
- Verdi: Messa da Requiem. Doppel-CD, Deutsche Grammophon 2008, com Maria Stader, Marga Höffgen und Gottlob Frick, conduzido por Hans Müller-Kray